# Basilique Notre-Dame-de-la-Délivrande de Douvres-la-Délivrande
Cette  basilique n’est pas la seule basilique Notre-Dame-de-la-Délivrande.
La basilique Notre-Dame-de-la-Délivrande de Douvres-la-Délivrande est une basilique mineure catholique située à Douvres-la-Délivrande sur le lieu d'un pèlerinage dédié à la Vierge Marie.

## Histoire

### Les origines du pèlerinage
La basilique Notre-Dame-de-la-Délivrande est le plus ancien lieu de pèlerinage marial de Normandie où la Vierge noire est priée depuis le VIIe siècle. Ce pèlerinage est également l'un des plus anciens de la région. Son origine remonterait à l'époque gallo-romaine.
Au culte païen de Déméter, la déesse de la fertilité, succéda la dévotion à la Vierge Marie. Ce pèlerinage que l'on doit à Regnobert de Bayeux, évêque de Bayeux mort en 666,, était très célèbre au Moyen Âge et fut honoré par le roi Louis XI en 1470 et 1473. Plus récemment, saint Jean Eudes, fondateur des Eudistes, en 1643 et sainte Thérèse de Lisieux en 1887, accompagnée de son père et de ses sœurs Léonie et Céline, firent le pèlerinage. Deux grandes statues représentant ces deux grands saints normands et placées à l'entrée du transept attestent de leur venue. Gustave Flaubert fait venir les héros de son roman Bouvard et Pécuchet en pèlerinage, et donne une description intéressante du site à l'époque où les pèlerinages étaient importants.
La paroisse est très investie dans l'accueil des 18000 pèlerins venus prier chaque année la Vierge noire. Elle est également particulièrement active pour le service évangélique des malades. Plusieurs bénévoles vont chaque dimanche donner la communion dans les maisons de retraite environnantes et à domicile.

### Les anciennes églises

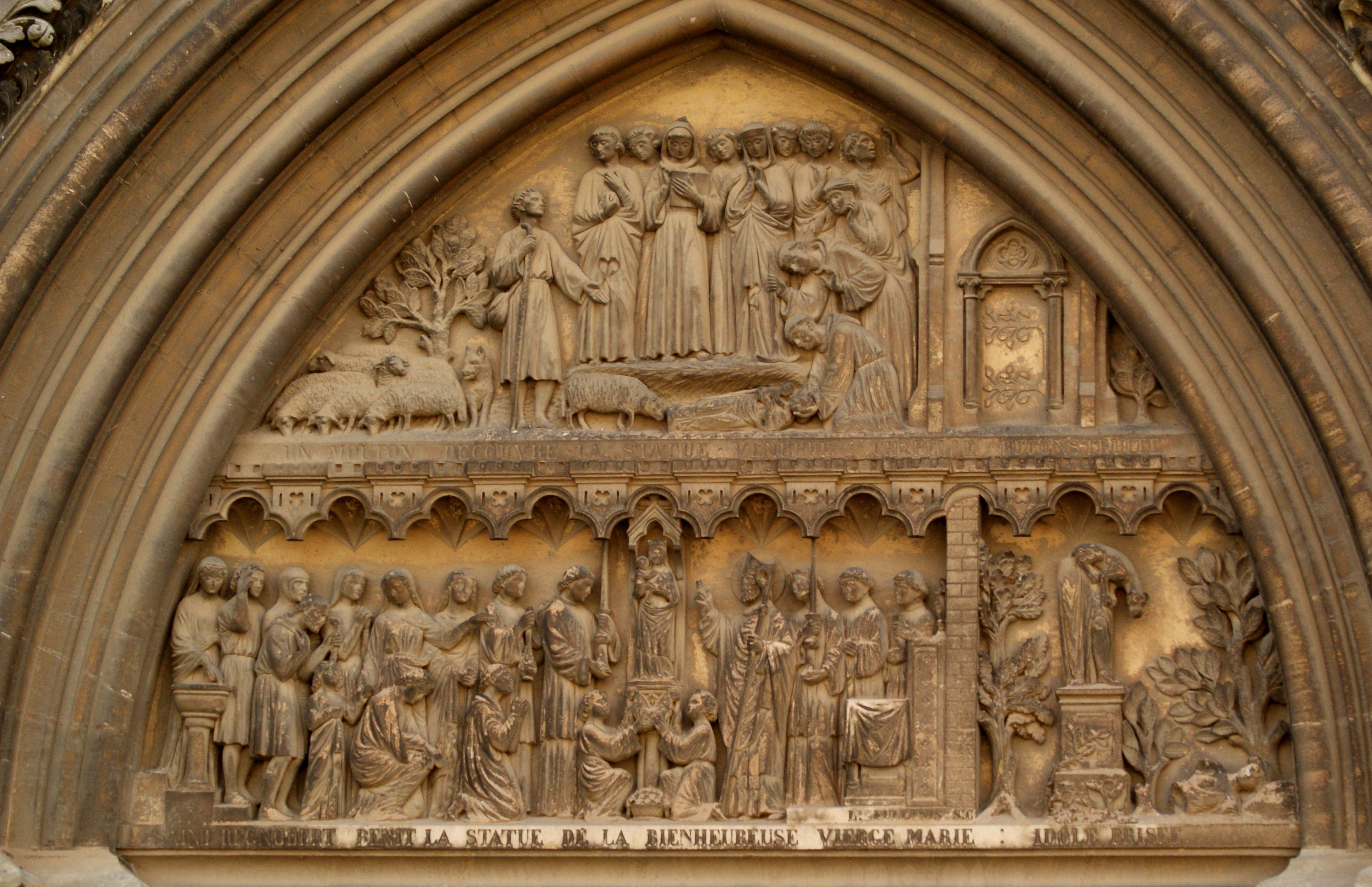
Le tympan du fronton.

La basilique actuelle succède à deux édifices antérieurs. Une première chapelle aurait été construite entre 625 et 666 sur la delle Yvrande. Elle fut détruite par les Vikings en 830. Une seconde chapelle fut édifiée vers 1150 sur le lieu de la découverte de la statue de la Vierge noire. La découverte de cette statue aurait été facilitée par un mouton. En 1422, une nouvelle chapelle est ajoutée à la nef. En 1434, la nef est pavée et la voûte est peinte.
La statue originale fut détruite pendant les guerres de Religion en 1562 et remplacée par l'actuelle statue en 1580. Des travaux sont entrepris au début du XVIIIe siècle (installation d'un grand autel, d'une grille séparant la nef du chœur, de nouveaux autels dans le transept et de riches lambris aux murs). Cette église était située sur la commune de Luc-sur-Mer jusqu'en 1839 (date du rattachement de la Délivrande et du hameau du Bout-Varin à Douvres). Des vestiges de cette église subsistent à l'angle de l'avenue de la Basilique et de la rue du Bout-Varin.

### La basilique actuelle

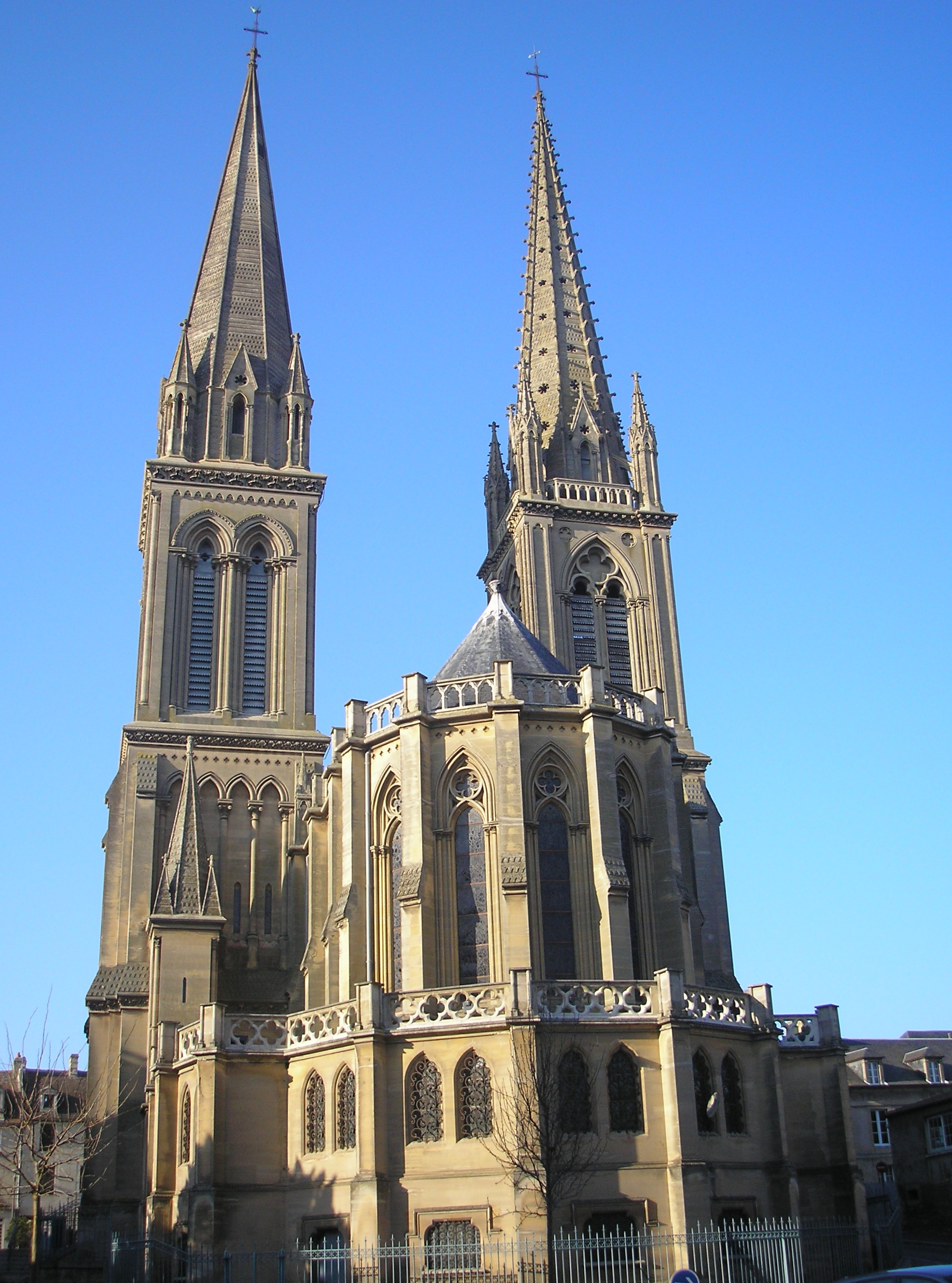
Le chevet.

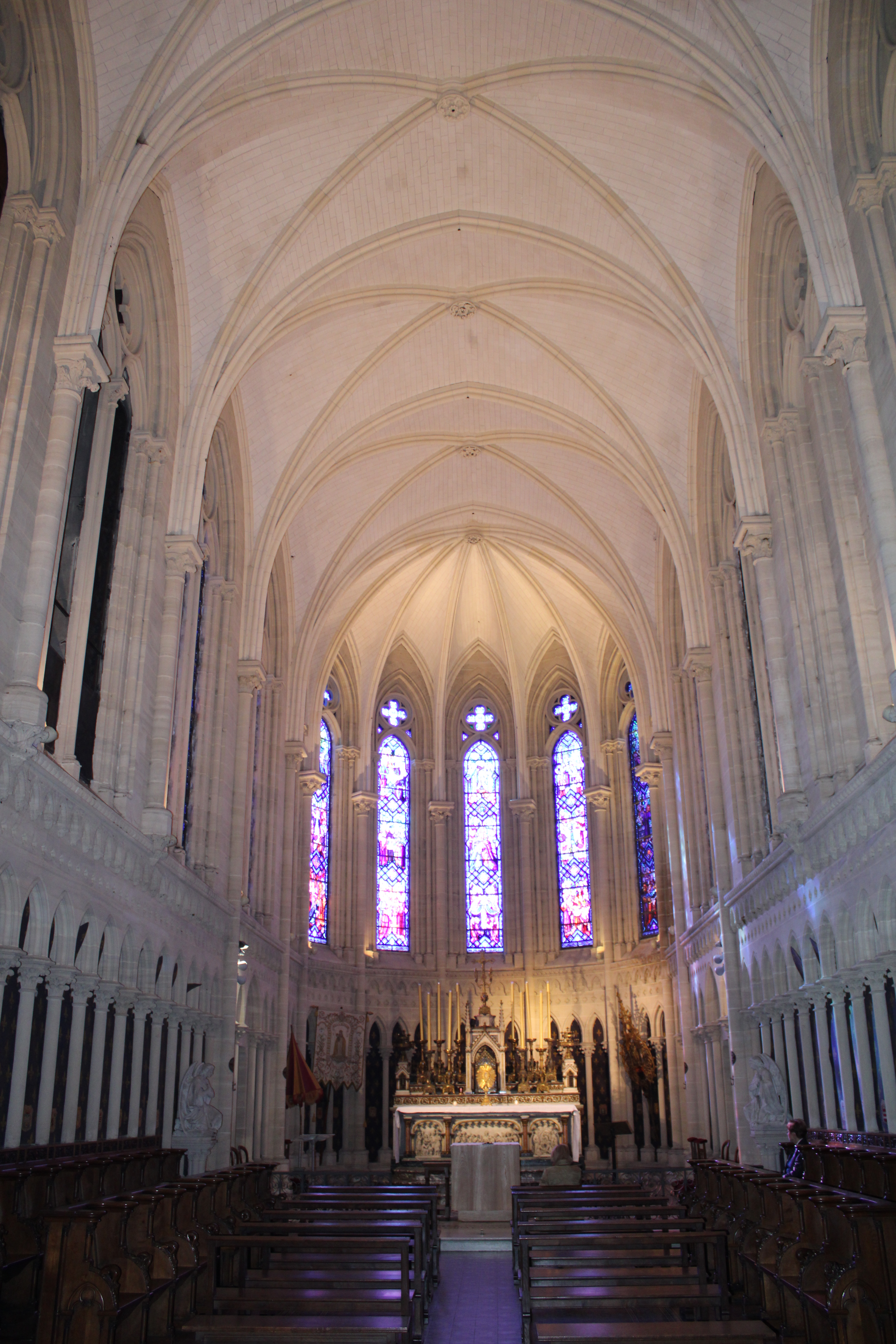
L'intérieur vers le chœur.

Au milieu du XIXe siècle, la vieille église romane est jugée trop petite. Il lui est notamment reproché l'absence de clocher. En 1854, commencent les travaux du nouveau clocher accolé à la chapelle, menés par l'architecte Jacques-Eugène Barthélémy, architecte rouennais qui avait conçu la basilique Notre-Dame de Bonsecours près de Rouen. Il est demandé par la suite à l'architecte de construire une nouvelle nef. Les travaux de démolition de l'ancienne église sont menés en 1862 et le 5 août de la même année, la première pierre de la nouvelle nef est posée. En 1865, Barthélémy produit un plan général de reconstruction de l'église (chapelles Saint-Joseph, Sainte-Anne, chœur, second clocher). L'ensemble est construit dans le style néogothique normand.
En 1872, le pape Pie IX accorda à la Vierge noire le privilège du Couronnement. Le cardinal Henri de Bonnechose, archevêque de Rouen, procéda à l'acte le 22 août 1872. Le second clocher est béni en 1878. Et en 1881, le chœur est terminé et les vitraux sont installés.
Afin de faciliter l'accès pour les pèlerins, le quartier de la basilique est desservi par la gare de Chapelle-la-Délivrande sur la ligne de Caen à la mer à partir de 1875 (jusqu'à la fermeture de la ligne en 1950). Puis Léon XIII l'érigea en basilique mineure en 1895. Elle fut consacrée le 22 août 1895. Les combats de la bataille de Normandie en 1944 ont peu affecté la basilique, seuls les vitraux ont dû être progressivement reconstitués.

## La nef et les chapelles
De part et d'autre de la nef, d'anciennes petites chapelles comportent des vitraux évoquant essentiellement des apparitions de la Vierge : Notre-Dame de La Salette, Notre-Dame de Lourdes, la médaille miraculeuse, Notre-Dame de Pontmain, Notre-Dame de Fátima. Une sixième évoque le Sacré-Cœur de Jésus.
Les fenêtres hautes ont pour particularité d'évoquer certains noms donnés à Marie : N.-D. des blés, N.-D. du Bel-Amour, N.-D. des flots, N.-D. de la route, N.-D. de la paix, N.-D. des volcans, N.-D. des neiges, N.-D. de la clarté.
Les chapelles sont tapissées d'ex-voto et présentent des maquettes de bateaux offertes par des marins.

## Galerie

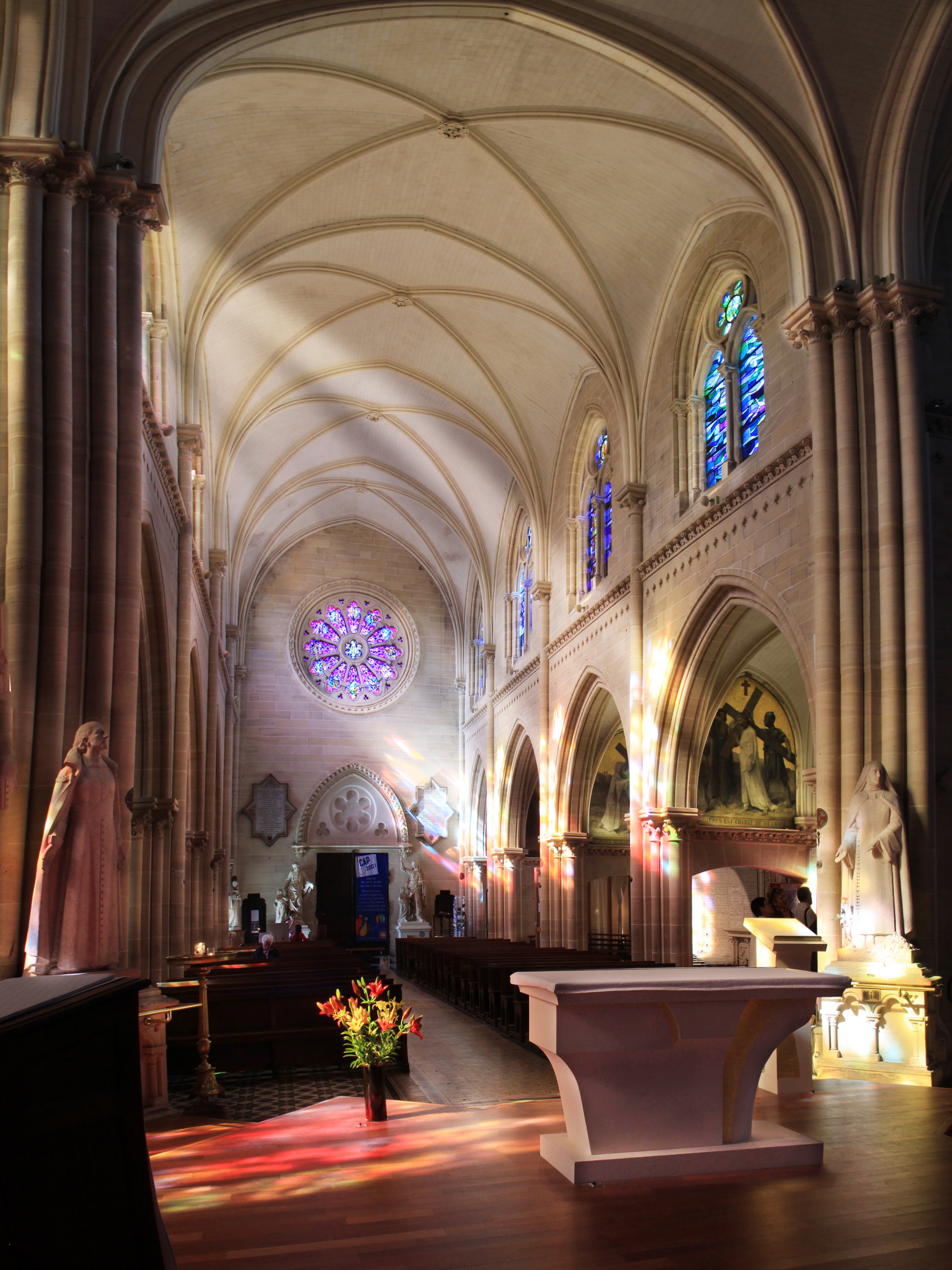
Autel, nef et rosace.
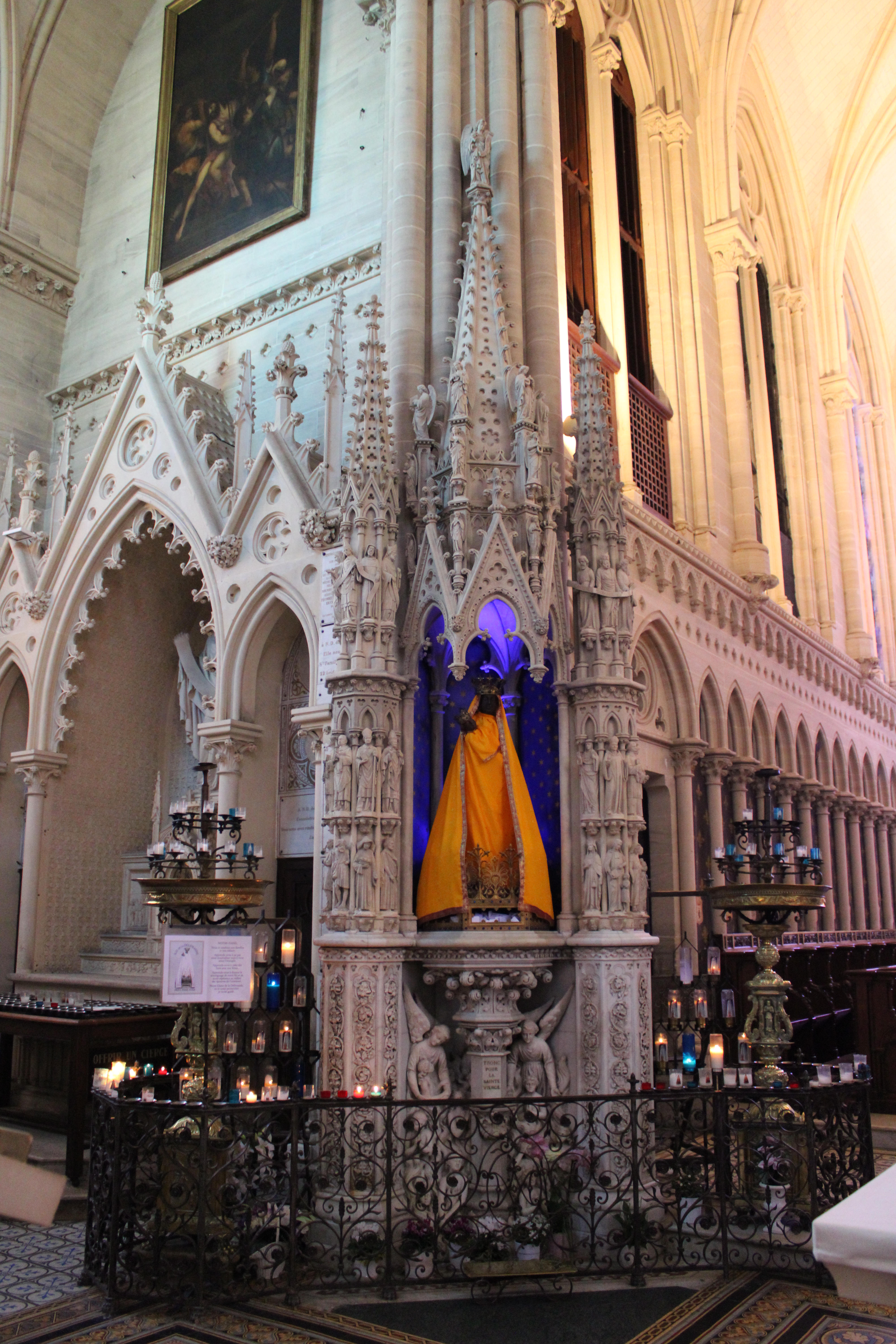
Emplacement de la Vierge noire.
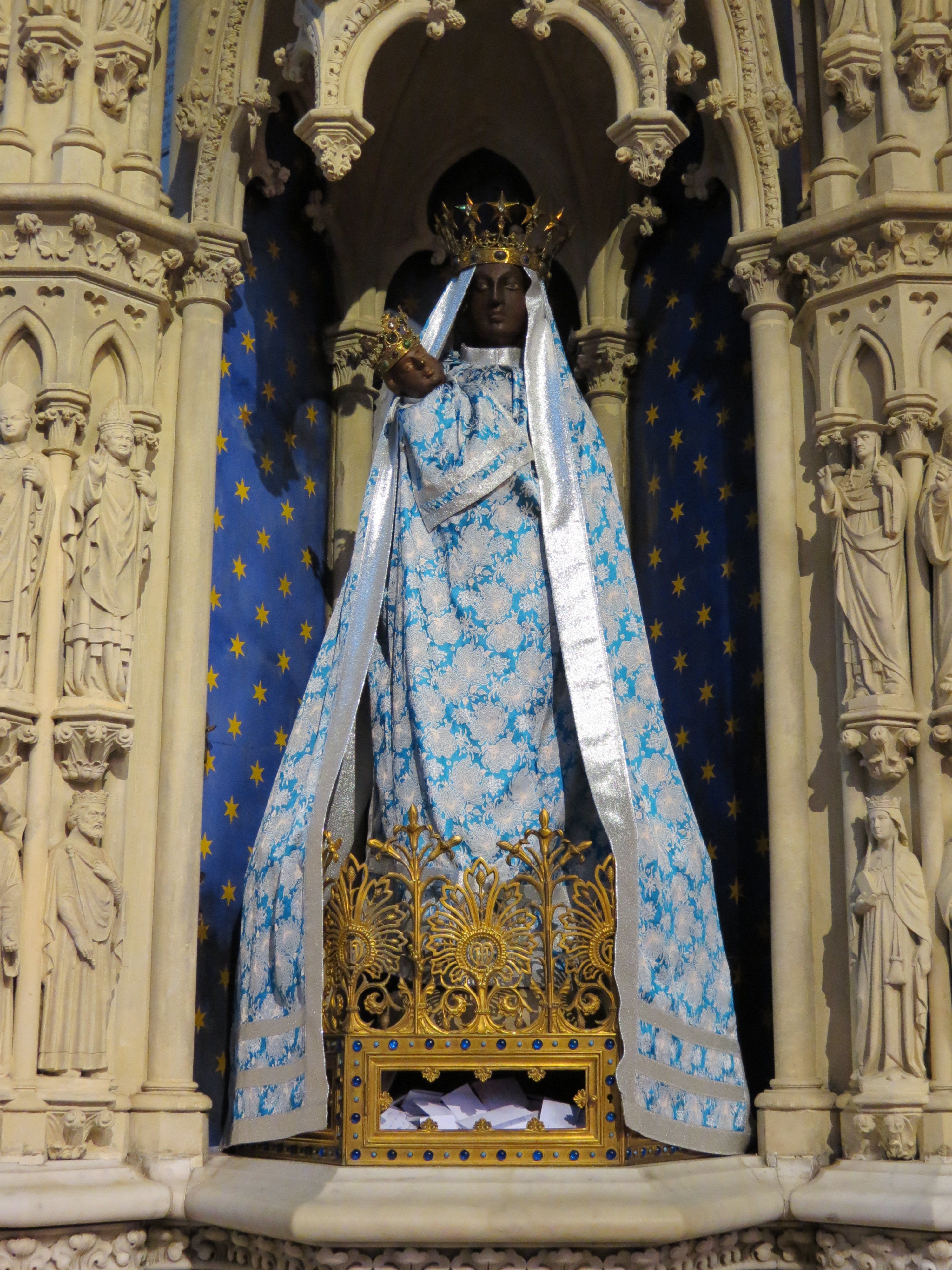
La Vierge noire.
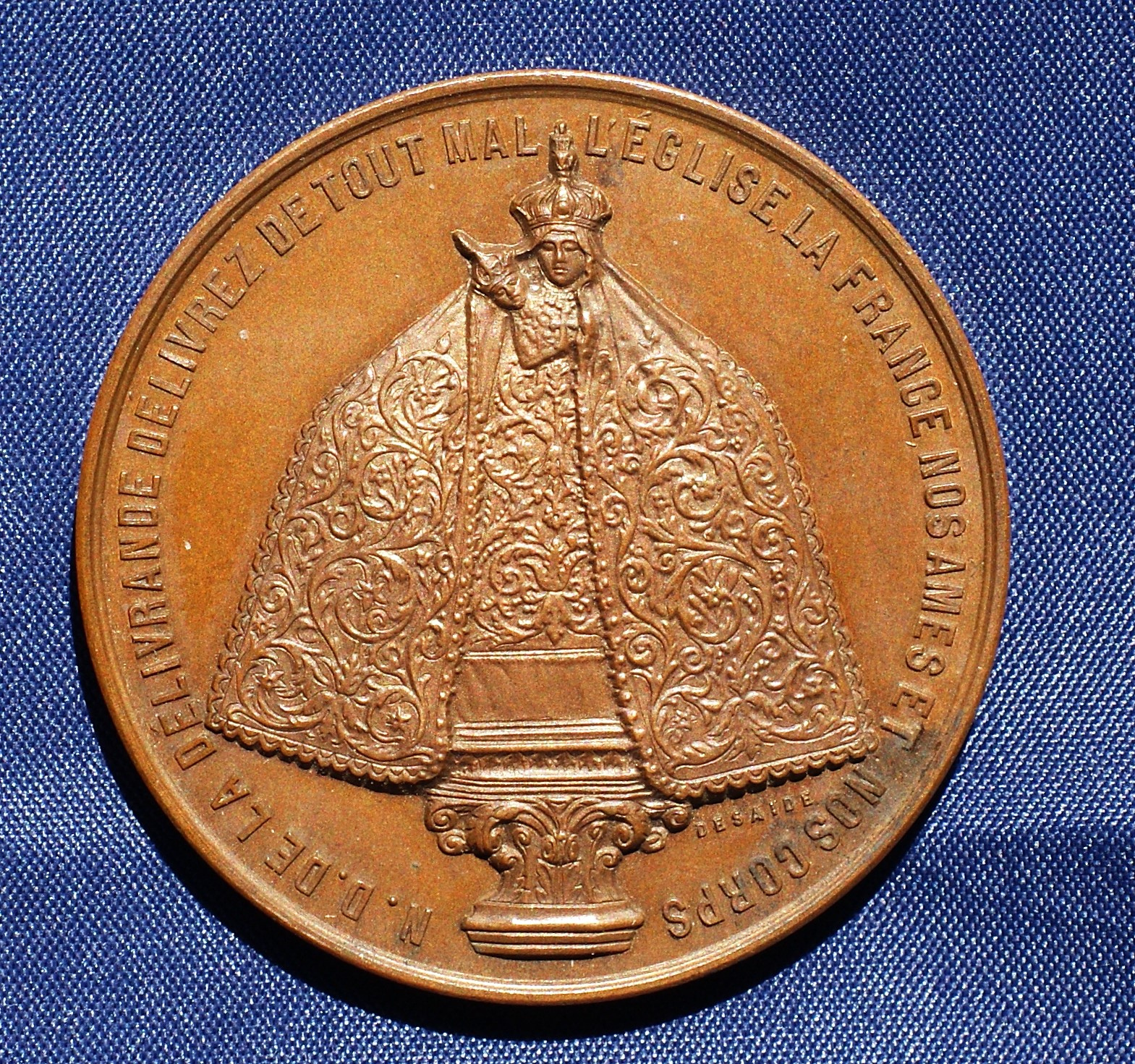
Médaille du couronnement, l'avers.
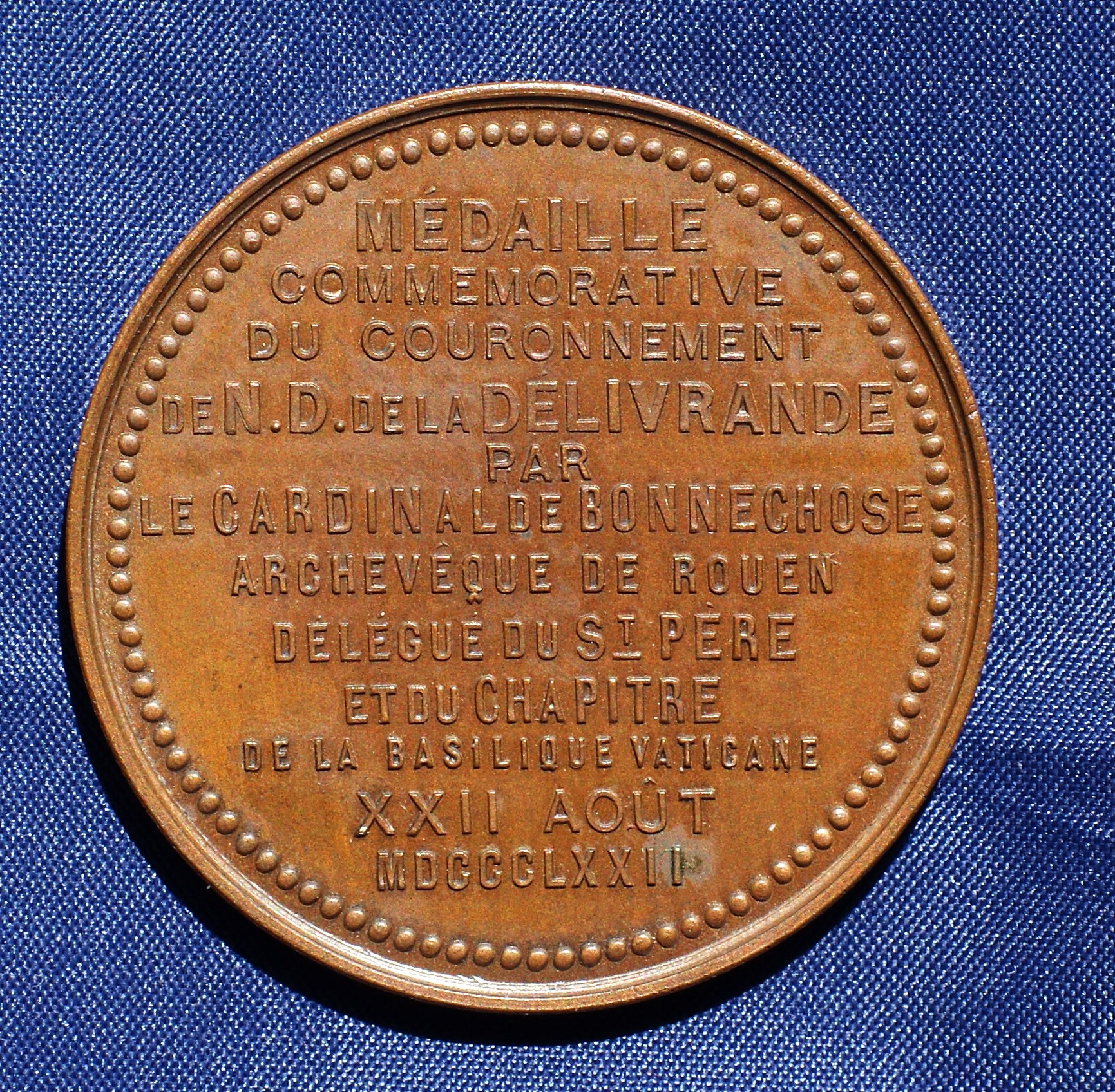
Médaille du couronnement, le revers.
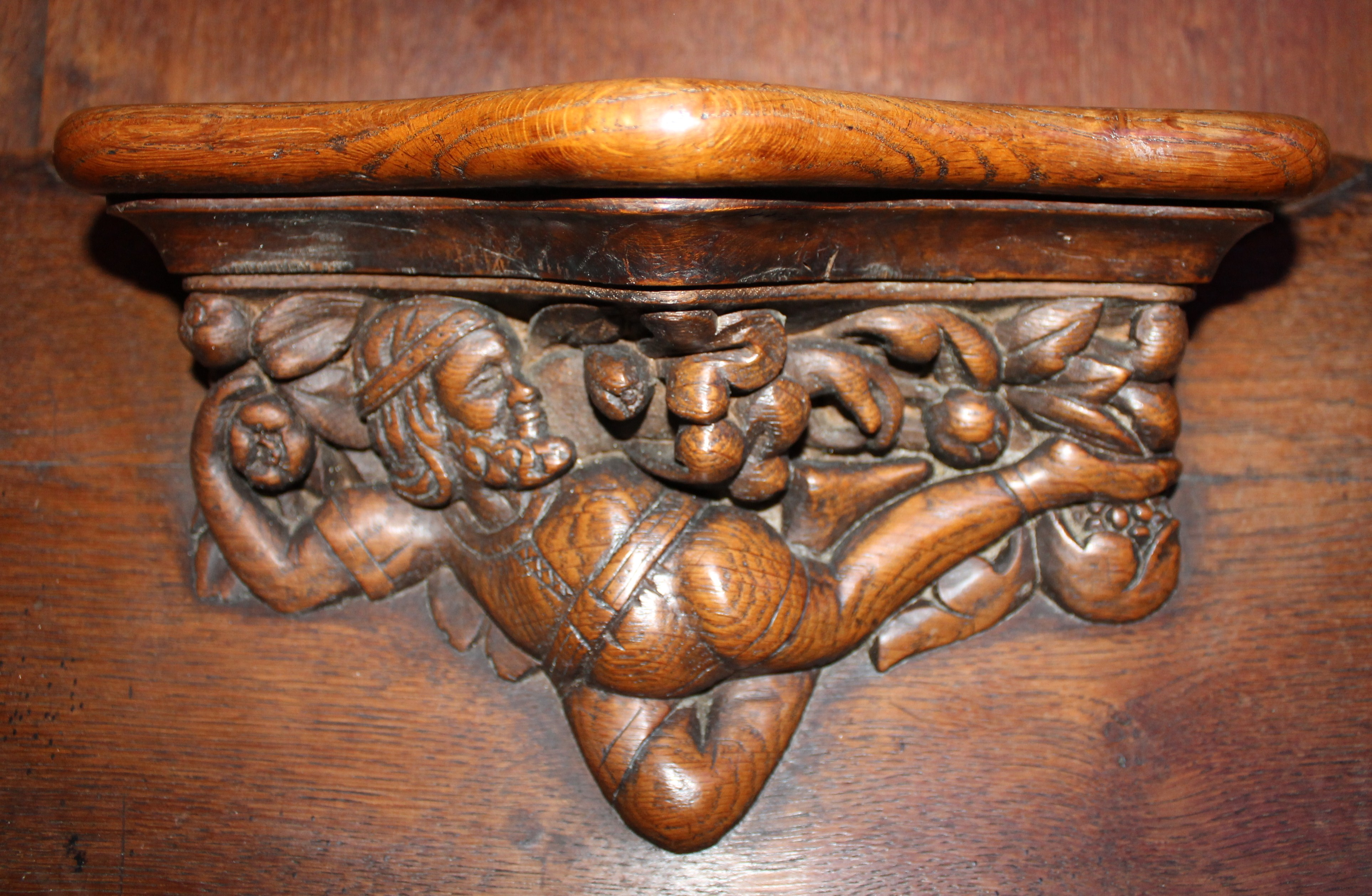
L'une des miséricordes des stalles du chœur.

## Source
- Guide national et catholique du voyageur en France, maison de la bonne presse (Paris) (1900–1901), ouvrage disponible sur Gallica Bibliothèque numérique de la BnF.